# يوريكا (كاليفورنيا)
إوريكا (بالإنجليزية: Eureka)‏ هي إحدى مدن مقاطعة هومبولدت، كاليفورنيا. تم إعطاءها لقب مدينة في 18 أبريل، 1856.

## المناخ
يظهر الجدول التالي التغييرات المناخية على مدار السنة ليوريكا:
| البيانات المناخية لـيوريكا                         | البيانات المناخية لـيوريكا | البيانات المناخية لـيوريكا | البيانات المناخية لـيوريكا | البيانات المناخية لـيوريكا | البيانات المناخية لـيوريكا | البيانات المناخية لـيوريكا | البيانات المناخية لـيوريكا | البيانات المناخية لـيوريكا | البيانات المناخية لـيوريكا | البيانات المناخية لـيوريكا | البيانات المناخية لـيوريكا | البيانات المناخية لـيوريكا | البيانات المناخية لـيوريكا |
| الشهر                                              | يناير                      | فبراير                     | مارس                       | أبريل                      | مايو                       | يونيو                      | يوليو                      | أغسطس                      | سبتمبر                     | أكتوبر                     | نوفمبر                     | ديسمبر                     | المعدل السنوي              |
| -------------------------------------------------- | -------------------------- | -------------------------- | -------------------------- | -------------------------- | -------------------------- | -------------------------- | -------------------------- | -------------------------- | -------------------------- | -------------------------- | -------------------------- | -------------------------- | -------------------------- |
| الدرجة القصوى °ف (°م)                              | 78 (26)                    | 85 (29)                    | 78 (26)                    | 80 (27)                    | 84 (29)                    | 85 (29)                    | 77 (25)                    | 82 (28)                    | 87 (31)                    | 87 (31)                    | 81 (27)                    | 77 (25)                    | 87 (31)                    |
| الحد الأقصى المتوسط °ف (°م)                        | 64.6 (18.1)                | 65.3 (18.5)                | 65.8 (18.8)                | 66.4 (19.1)                | 68.0 (20.0)                | 67.9 (19.9)                | 67.2 (19.6)                | 68.9 (20.5)                | 72.6 (22.6)                | 72.9 (22.7)                | 68.5 (20.3)                | 64.8 (18.2)                | 77.3 (25.2)                |
| متوسط درجة الحرارة الكبرى °ف (°م)                  | 55.6 (13.1)                | 56.1 (13.4)                | 56.7 (13.7)                | 57.7 (14.3)                | 60.1 (15.6)                | 62.2 (16.8)                | 63.4 (17.4)                | 64.3 (17.9)                | 63.7 (17.6)                | 61.7 (16.5)                | 58.0 (14.4)                | 55.0 (12.8)                | 59.6 (15.3)                |
| المتوسط اليومي °ف (°م)                             | 48.3 (9.1)                 | 48.9 (9.4)                 | 49.7 (9.8)                 | 50.9 (10.5)                | 53.8 (12.1)                | 56.1 (13.4)                | 57.7 (14.3)                | 58.5 (14.7)                | 57.0 (13.9)                | 54.4 (12.4)                | 50.8 (10.4)                | 47.8 (8.8)                 | 52.9 (11.6)                |
| متوسط درجة الحرارة الصغرى °ف (°م)                  | 41.1 (5.1)                 | 41.7 (5.4)                 | 42.6 (5.9)                 | 44.1 (6.7)                 | 47.5 (8.6)                 | 50.1 (10.1)                | 52.0 (11.1)                | 52.8 (11.6)                | 50.4 (10.2)                | 47.1 (8.4)                 | 43.5 (6.4)                 | 40.6 (4.8)                 | 46.1 (7.8)                 |
| الحد الأدنى المتوسط °ف (°م)                        | 31.4 (−0.3)                | 32.9 (0.5)                 | 34.6 (1.4)                 | 37.1 (2.8)                 | 40.9 (4.9)                 | 45.0 (7.2)                 | 47.9 (8.8)                 | 48.5 (9.2)                 | 45.0 (7.2)                 | 40.2 (4.6)                 | 35.2 (1.8)                 | 32.1 (0.1)                 | 29.3 (−1.5)                |
| أدنى درجة حرارة °ف (°م)                            | 20 (−7)                    | 24 (−4)                    | 29 (−2)                    | 31 (−1)                    | 35 (2)                     | 40 (4)                     | 43 (6)                     | 44 (7)                     | 36 (2)                     | 32 (0)                     | 27 (−3)                    | 21 (−6)                    | 20 (−7)                    |
| الهطول إنش (مم)                                    | 6.50 (165)                 | 5.63 (143)                 | 5.30 (135)                 | 3.32 (84)                  | 1.78 (45)                  | 0.75 (19)                  | 0.18 (4.6)                 | 0.31 (7.9)                 | 0.59 (15)                  | 2.24 (57)                  | 5.61 (142)                 | 8.12 (206)                 | 40.33 (1٬024)              |
| متوسط تساقط الثلوج إنش (سم)                        | 0 (0)                      | 0.2 (0.51)                 | 0 (0)                      | 0 (0)                      | 0 (0)                      | 0 (0)                      | 0 (0)                      | 0 (0)                      | 0 (0)                      | 0 (0)                      | 0 (0)                      | 0 (0)                      | 0.2 (0.51)                 |
| متوسط أيام هطول الأمطار (≥ 0.01 in)                | 16.6                       | 14.9                       | 16.2                       | 13.4                       | 9.1                        | 5.8                        | 2.7                        | 3.2                        | 4.4                        | 8.5                        | 15.2                       | 17.5                       | 127.5                      |
| ساعات سطوع الشمس الشهرية                           | 140.1                      | 143.7                      | 207.4                      | 253.1                      | 280.5                      | 277.7                      | 273.4                      | 236.5                      | 220.3                      | 175.8                      | 131.3                      | 126.2                      | 2٬466                      |
| نسبة وصول أشعة الشمس                               | 47                         | 48                         | 56                         | 63                         | 63                         | 62                         | 60                         | 55                         | 59                         | 51                         | 44                         | 44                         | 55                         |
| المصدر: NOAA (sun and relative humidity 1961–1990) |                            |                            |                            |                            |                            |                            |                            |                            |                            |                            |                            |                            |                            |

## توأمة
ليوريكا (كاليفورنيا) اتفاقيات توأمة مع كل من:
- كاميسو
- نيلسون

## أعلام
- فنسنت غاديس
- نيد يوست
- شيروود جونستون
- سارة باريلز
- تريفور دان
- إدي كيرز
- سارة براون
- بيتر د هانافورد
- جيمس لي
- مايك باتون